# Орельяна, Фабиан
Фабиа́н Ариэ́ль Орелья́на Валенсуэ́ла (исп. Fabián Ariel Orellana Valenzuela; 27 января 1986, Сантьяго) — чилийский футболист, вингер клуба «Универсидад Католика». Выступал за сборную Чили.

## Карьера

### Клубная
На юниорском уровне играл в «Коло-Коло» и «Аудакс Итальяно». В 2005 году в «Аудаксе» началась и профессиональная карьера Фабиана. За 4 сезона в чилийском клубе он сыграл в 117 матчах и забил 27 мячей.
В 2009 году Орельяна покинул Южную Америку и подписал контракт с «Удинезе». Не успев отыграть в составе нового клуба ни матча, Фабиан отправился на один сезон в аренду в «Херес». Чилиец сыграл в 26 матчах и дважды отличился, но спасти клуб от понижения в классе это не помогло.
После завершения аренды в «Хересе» «Удинезе» вновь не нашёл места для игрока и Орельяна был отдан в аренду в испанскую «Гранаду».

### Международная
С 2007 года призывается в сборную Чили. Первый мяч за чилийцев забил 15 октября 2008 года в матче с командой Аргентины.
В 2010 году был включён в заявку на чемпионат мира. На поле Орельяна появился один раз, выйдя на замену в матче с Испанией.

## Достижения
Чили
- Победитель Кубка Америки: 2016